# 1991 en Alberta
Chronologie de l'Alberta
- 1987
- 1988
- 1989
- 1990
- 1991
- 1992
- 1993
- 1994
- 1995

Cette page concerne des événements qui se sont produits durant l'année 1991 dans la province canadienne de l'Alberta.

## Politique
- Premier ministre :  Donald Getty du parti Progressiste-conservateur
- Chef de l'Opposition :
- Lieutenant-gouverneur :  Helen Hunley puis Gordon Towers.
- Législature :

## Événements
- 2 au 9 mars à Banff : Deaflympics d'hiver de 1991, officiellement appelés les 12e Deaflympics d'hiver. Les Jeux rassemblent 181 athlètes de 16 pays. Ils participent dans trois sports et quatre disciplines qui regroupent un total de dix-huit épreuves officielles. L'équipe de l'Union Soviétique a remporté le Deaflympics d'hiver de 1991.

## Naissances
- 22 février : Brett Ponich (né à Beaumont), joueur canadien de hockey sur glace.
- 28 février : Heidi Widmer, fondeuse canadienne, née à Banff.

- 14 mars : Rhiannon Fish, née à Calgary , actrice canado-australienne. Son premier rôle à l'écran a été celui de Lisa Jeffries dans la série télévisée australienne Les Voisins (Neighbours). Elle a également joué dans les séries As the Bell Rings (en), Playing for Charlie, Summer Bay (Home and Away), Dancing with the Stars (en) et Les 100 (The 100).
- 26 mars : Ryan Button (né à Edmonton), joueur professionnel canado-allemand de hockey sur glace.
- 30 mars : Darian Dziurzynski (né à Lloydminster), joueur de hockey sur glace évoluant à la position d'ailier gauche.

- 8 avril : Camille Saxton, joueuse canadienne de beach-volley, née  à Calgary.

- 16 mai : Tristan Walker (né à Calgary), lugeur canadien.
- 24 mai : Trevor Horne (né à Edmonton), homme politique canadien, élu à l'Assemblée législative de l'Alberta lors de l'élection provinciale de 2015. Il représente la circonscription de Spruce Grove-Saint-Albert en tant qu'une membre du Nouveau Parti démocratique de l'Alberta. Il a été un étudiant en science politique à l'Université MacEwan (en)
- 29 mai : Dominique Bouchard, née à Saint-Albert (Alberta), nageuse canadienne.
- 31 mai : Erik Read, néà Calgary, skieur alpin canadien.

- 20 août : Tanner Fritz (né à Grande Prairie), joueur professionnel canadien de hockey sur glace.
- 21 août : 
  - Jeffrey Hassler dit Jeff Hassler, né à Okotoks, joueur de rugby à XV et de rugby à sept canadien. Il compte 24 sélections avec l'équipe du Canada, évoluant au poste d'ailier (1,78 m pour 92 kg).
  - Brandon Davidson (né à Lethbridge), joueur professionnel canadien de hockey sur glace. Il évolue au poste de défenseur[1].

- 1 novembre : 
  - Daniel Carr (né à Sherwood Park), joueur professionnel canadien de hockey sur glace. Il évolue au poste d'ailier gauche.
  - Andrew Schnell, né à Calgary, joueur professionnel de squash représentant le Canada. Il atteint le 30e rang mondial en octobre 2016, son meilleur classement[2]. Il est champion du Canada en 2016[3]. Il obtient la médaille d'or par équipe aux Jeux panaméricains de 2015.
- 14 novembre : Taylor Hall (né à Calgary), joueur professionnel canadien de hockey sur glace. Premier choix des Oilers d'Edmonton lors du repêchage de 2010 de la Ligue nationale de hockey, il évolue au sein de la formation des  Coyotes de l'Arizona depuis décembre 2019.

- 8 décembre : Justin Snith (né à Calgary), lugeur canadien.